# ナマクア国立公園
ナマクア国立公園（英: Namaqua National Park）は、ケープタウンから北へ約495キロメートル、スプリングボックから南へ67キロメートル、最寄りの町となるカミエスクルーンから北西へ22キロメートルに位置する南アフリカの国立公園である。面積は1,300平方キロメートル以上に及ぶ。公園は半砂漠地帯にあるカルー多肉植物地域の生物群系に属する、55,000平方キロメートルの面積を持つナマクアランドの一部をなしている。
この生物群系は、世界で最も多肉植物が集中して存在している生物多様性ホットスポットである。また、公園内には多肉植物を伴う乾燥した環境が存在する。公園はこれらの植物群の花々を保護することを目的として設立された。春の間、公園では野生の花が見事な花を咲かす。公園の主な見所は、これらの春に大量に開花する鮮やかに色づいた野生の花の一群である。

## 地理と気候
ナマクア国立公園は、南アフリカとナミビアの国境に近い北ケープ州に位置し、1999年8月に正式に発足した。1993年にナマクアランドの植生を保護するために設立されたスキルパッド自然保護区が中核となり、国立公園の設立のために500平方キロメートルの土地を追加して新しい国立公園を形成した。その後、270平方キロメートルの領域が追加され、2019年の時点では1,300平方キロメートル以上の面積がある。
公園は半砂漠で、暑く乾燥した夏と寒い冬があり、降水は一般にまばらで不安定である。ほとんどの降水は5月から8月の間に発生し、公園内の降水量は西部よりも東部の方が多い。

## 生物多様性
公園はカルー多肉植物地域内にあるナマクアランドに位置している。ナマクアランドは北ケープ州の北西端の領域に55,000平方キロメートルの面積を持っている。

### 生物群系
ナマクア国立公園は、半砂漠地帯であるカルー多肉植物地域の生物群系に属し、その生物群系の特徴は世界で最も珍しいものの一つとなっている。この生物群系は、世界の乾燥地域において最も多肉植物が集中して存在している最大の生物多様性ホットスポットである。
約107,200平方キロメートルの範囲におよぶ生物群系は、南アフリカとナミビア南部の西海岸に沿って伸びており、リフタスフェルトのほとんどの地域を含んでいる。この生物群系には5,000種以上の植物が存在し、世界の多肉植物種の3分の1以上が含まれている。生物群系の植物種の約40パーセントが固有種である一方、18パーセントが危機的な状況にある。生物群系には多様な無脊椎動物と爬虫類の種も存在し、そのうちの一部は固有種である。
違法な植物の採集、過放牧および鉱山の存在が固有種を脅かしている。カルー多肉植物地域のうち、クネルシュフラクタ自然保護区、リフタスフェルト共同体管理地区、ナマクア国立公園などのごく一部の地域のみが公的に保護されているに過ぎない。

### 植物相
一年のほとんどの期間において、ナマクアランドの乾燥した風景には頑丈な低木類以外の植物はほとんど見られない。しかし、冬の雨の時期の後の8月と9月には、野生の花が数百平方キロメートルにわたる範囲で壮大に花を咲かせる。これらの色とりどりの花には、ヒナギク、ユリ、アロエおよびその他の多年草が含まれている。ナマクアランドは、春にこれらの見事な姿を見せる野生の花が見られることで世界的に有名である。
この地域では約4,000種の植物が成長し、世界の他の場所では見られない1,000種類以上の花が存在している。多肉植物の多くの種、たとえば魅力的な花を咲かせるハマミズナ科の種がある。多くの種類の多肉植物のふっくらとした葉は水分を保持しており、それらの多くは地面に這うように成長し、石のような外観をしている。木本の中には、タカロカイの太った幹のように乾燥した環境で水分を貯めておくことができるものもある。
花の開花は、その地域が受ける降水量に依存している。花は日光に敏感で、多くは明るい日差しがあるときにのみ開く。花は太陽に面して開き、一般的に午前10時から午後4時にかけて完全な姿で開いている。また、熱風が吹くと花が急速にしなびてしまう場合がある。

### 動物相
ナマクア国立公園では、世界最小のカメであるシモフリヒラセリクガメを見ることができる。また、多くの種の昆虫が花に群がる。
2017年までに、公園内で60種のクモを含む21の科のクモ綱の標本が得られた。Hottentotta arenaceus は、公園の沿岸部で見られる淡い橙黄色のサソリである。クモ目の Diaphorocellus biplagiatus と Asemesthes affinis については、後者がアンゴラでのみ同種が発見されている。カニグモ科の Xysticus cribratus は、世界的に広範囲にわたって生息している
。

## 観光
毎年およそ10万人の観光客がナマクアランドを訪れている。観光客のうち65パーセントが南アフリカ人で、35パーセントが他の国からの訪問者である。南アフリカ政府は観光が地域経済を改善する手段とみなしており、この地域の観光をマーケティング活動を通じて促進している。しかし、この地域の住民の収入は非常に低く、失業率も高い状態が続いている。
ナマクア国立公園には、広大なナマクアランド地域における生態上の見どころが存在する。使われなくなった麦畑に咲く春の花が公園の主要な見どころである。また、長さ5キロメートルの風光明媚なルート、二つの自然散策路、ピクニックエリア、および訪問者向けの情報センターがある。公園はまだ十分には活用されておらず、公園のスキルパッド地区は春の花が咲く季節にのみ観光客が訪れる。ほとんどの野生の花の種は法律で保護されており、それらを摘み取った者には罰金が科される可能性がある。
公園の入場ゲートは、メインゲートとなるスキルパッドと、海岸沿いのフルン川からの二カ所がある。公園内には海岸沿いのキャンプ場の他、コテージなどの宿泊施設がある。但し、ショップ、レストラン、ガソリンスタンドなどの施設はない。また、一部には四輪駆動車以外での移動ができない場所がある。

## ギャラリー

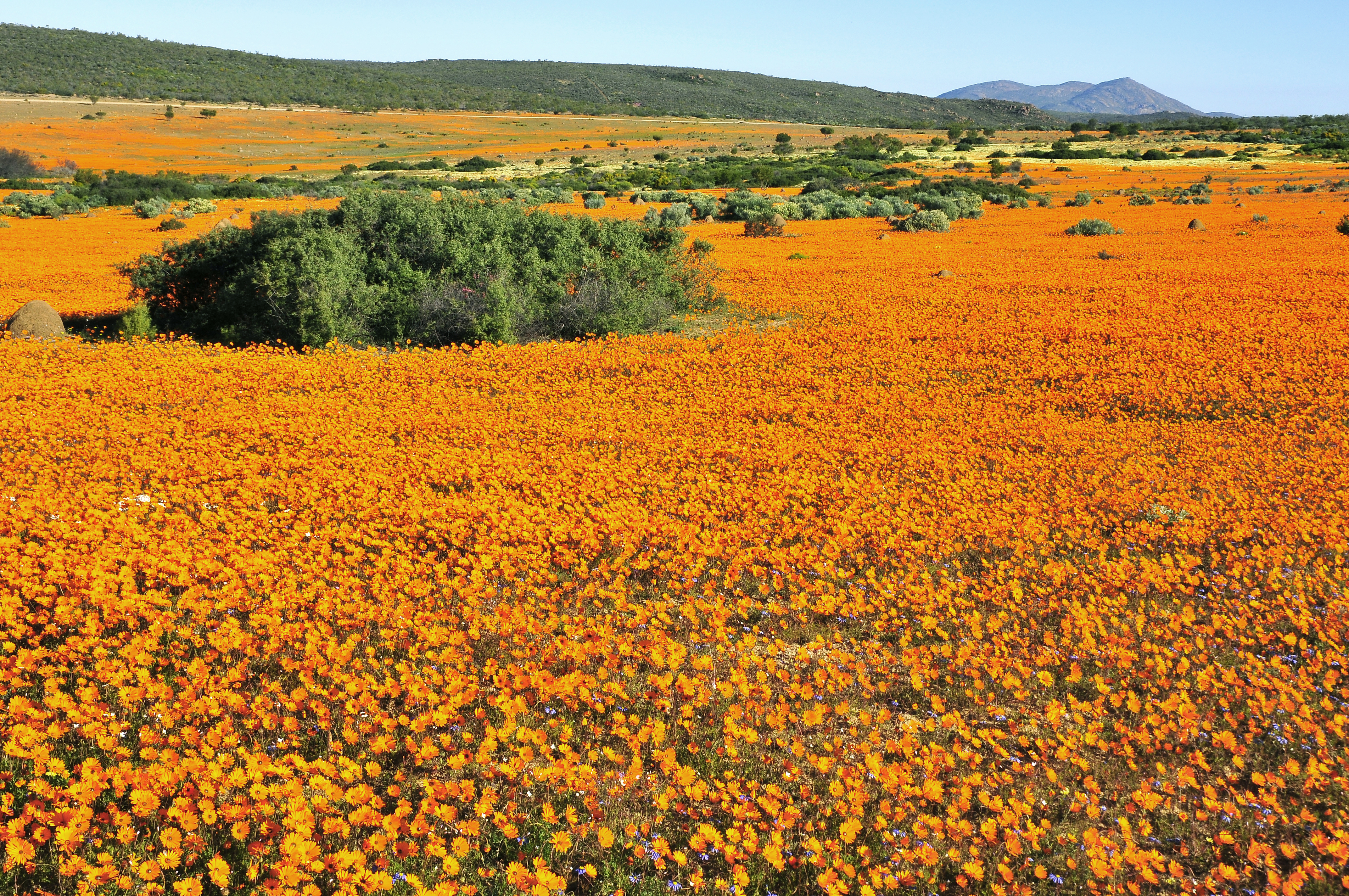
野原に咲くヒナギク
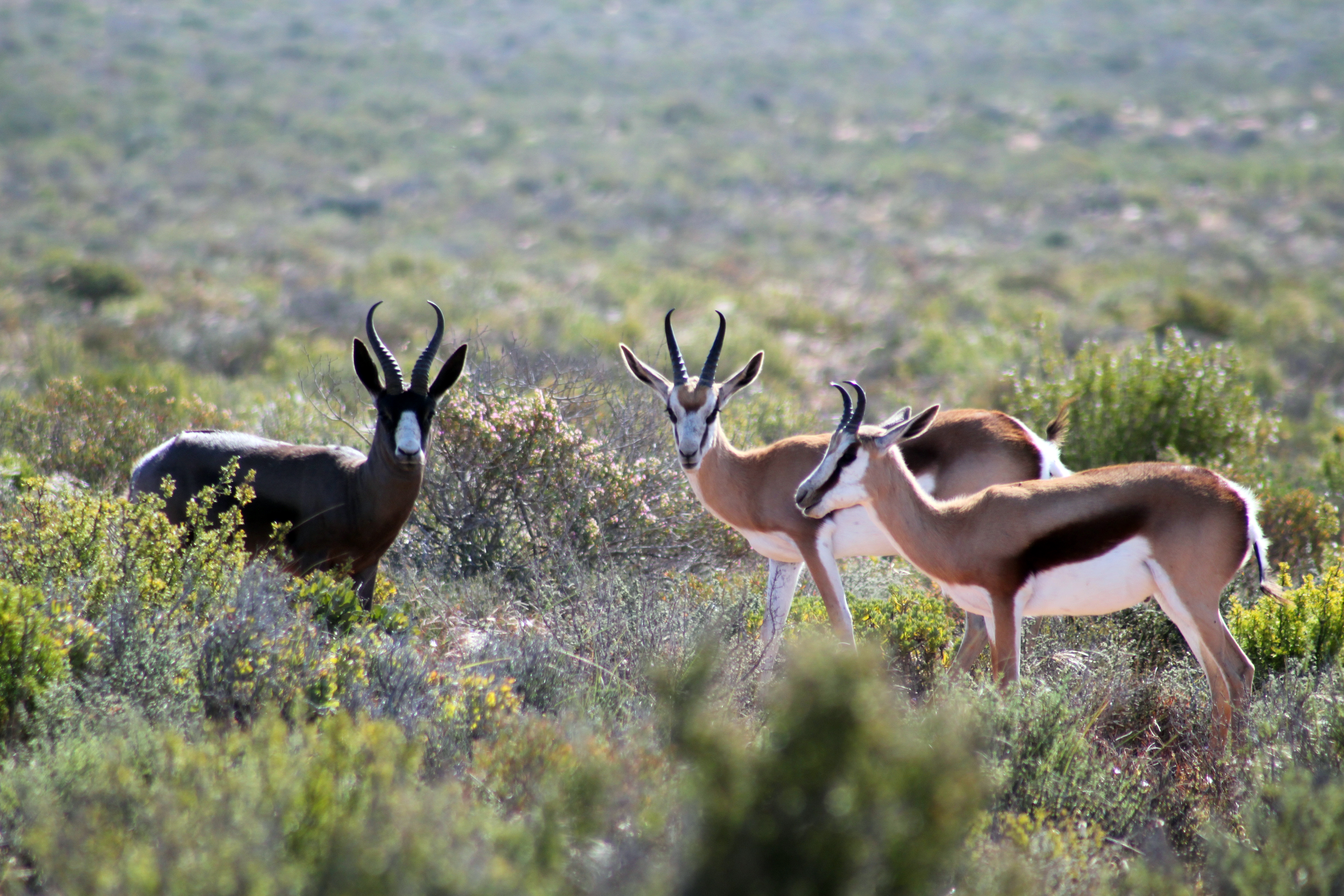
スプリングボックの群れ
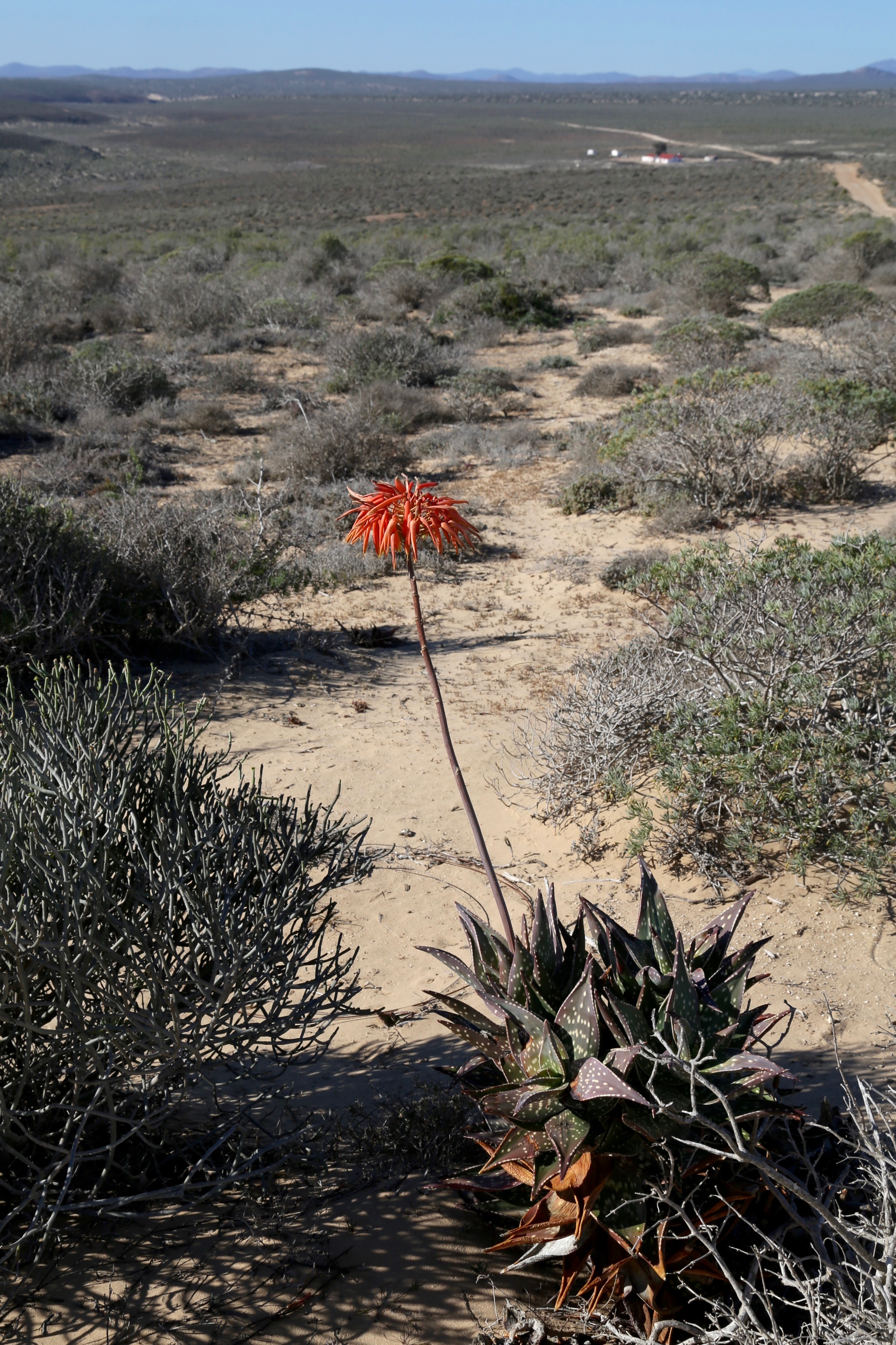
ツルボラン亜科の花
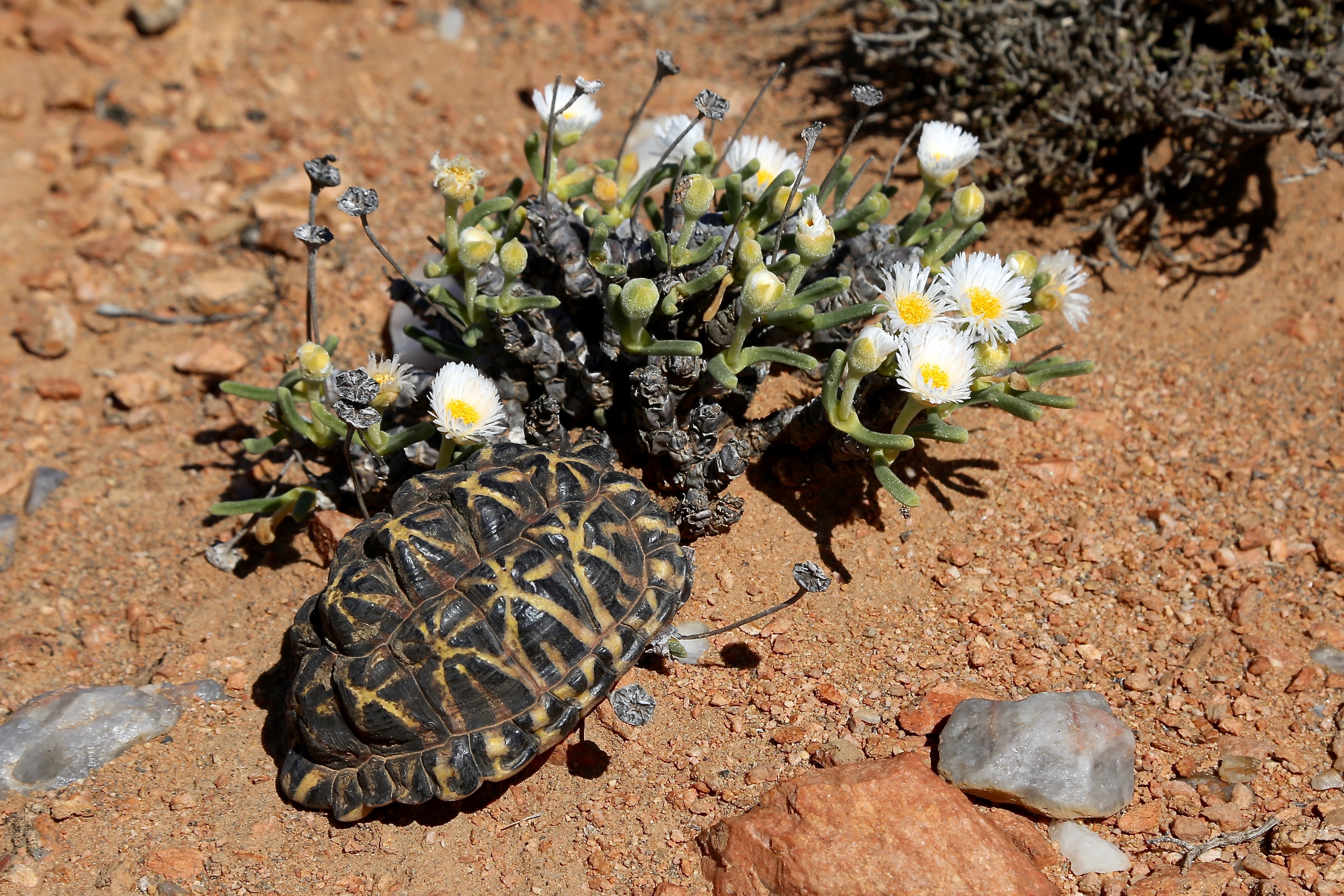
ハマミズナ科の花とニシテントヤブガメ
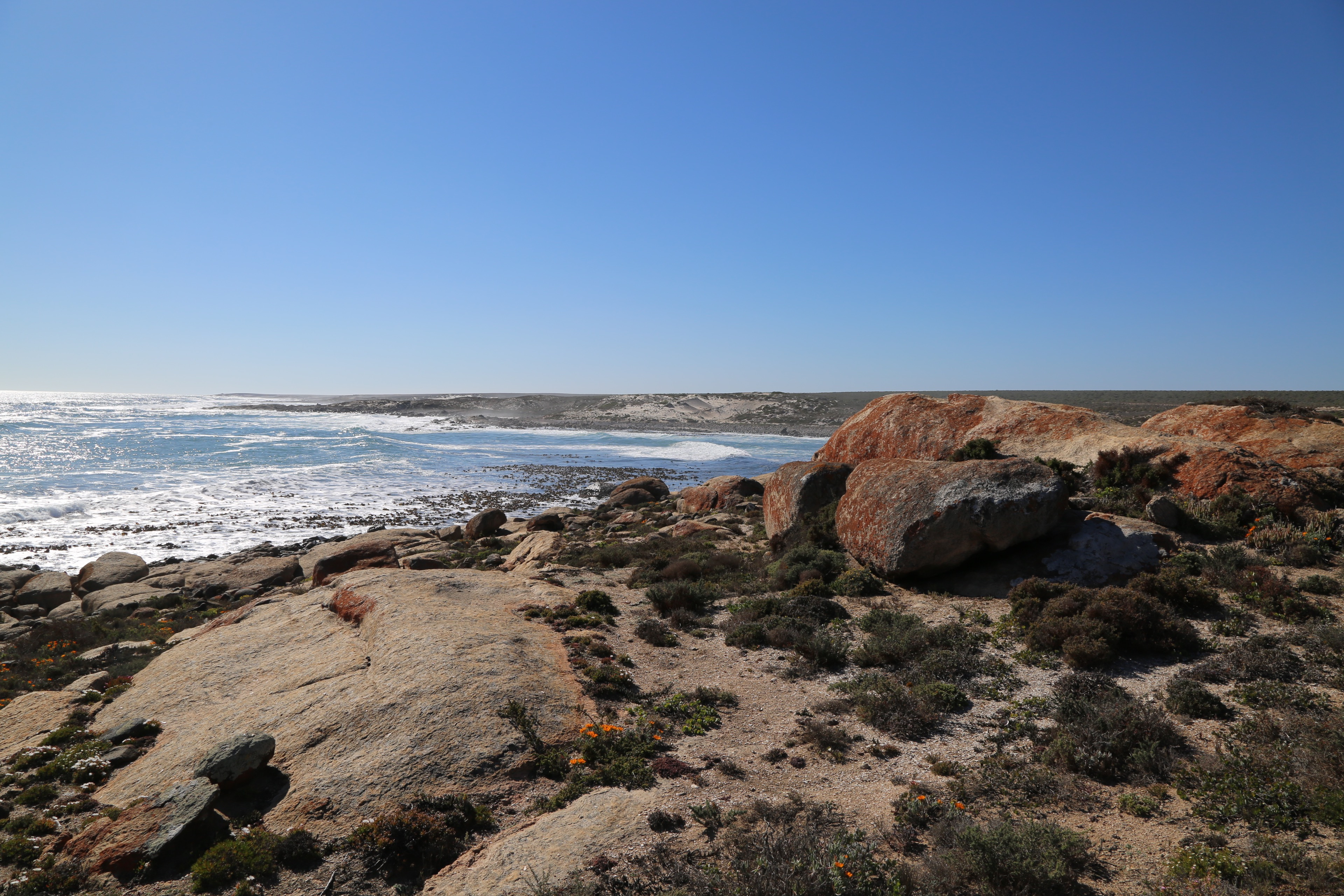
海岸沿いの風景
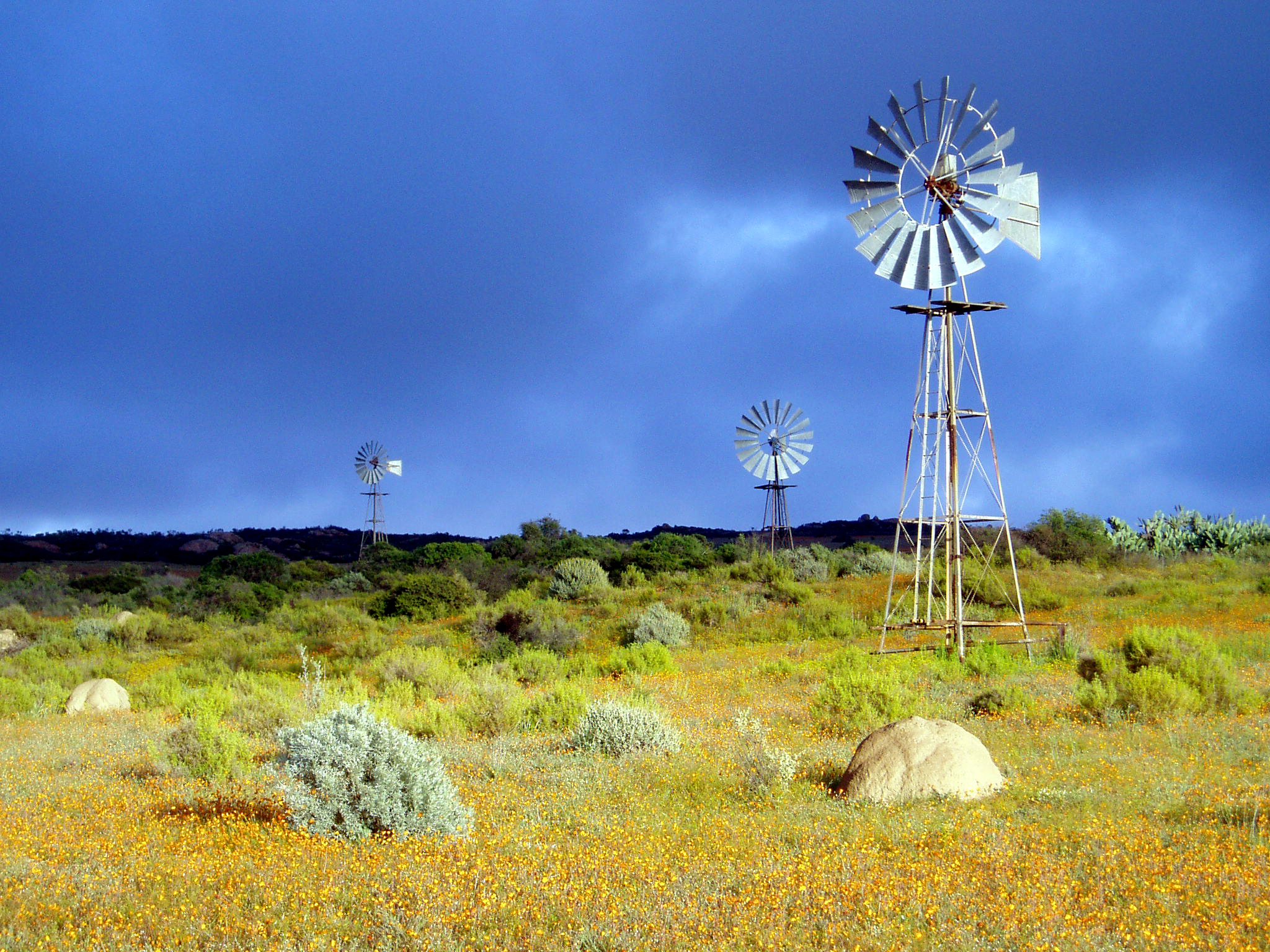
公園内の風力ポンプ